# Vargtjärn
Vargtjärn este o arie protejată (arie specială de conservare — SAC, sit de importanță comunitară — SCI) din Suedia întinsă pe o suprafață de 0,93 ha, integral pe uscat.

## Localizare
Centrul sitului Vargtjärn este situat la coordonatele 65°28′56″N 15°58′26″E / 65.4823°N 15.9738°E.

## Înființare
Situl Vargtjärn a fost declarat sit de importanță comunitară în iunie 2001 pentru a proteja 1 specie de plante. Situl a fost protejat și ca arie specială de conservare în decembrie 2009.

## Biodiversitate
Situată în ecoregiunea alpină, aria protejată conține 2 habitate naturale: Mlaștini alcaline, Izvoare fino-scandinave și mlaștini produse de izvoare bogate în minerale.
La baza desemnării sitului se află o specie protejată de  plante: Hamatocaulis vernicosus.